# Tushek TS 600
Der Tushek TS 600 ist ein Sportwagen des 2012 von Aljosa Tushek und Jacob Carl Spigel gegründeten österreichischen Automobilherstellers Tushek, der bei der Top Marques in Monaco im April 2014 der Öffentlichkeit präsentiert wurde. Die Stückzahl ist auf 33 Fahrzeuge limitiert.
Den Antrieb im TS 600 übernimmt ein 463 kW (630 PS) starker 4,2-Liter-V8-Ottomotor von Audi, der auch im R8 zum Einsatz kommt.

## Technische Daten
|                                             | Tushek TS 600                 |
| Bauzeitraum                                 | seit 2014                     |
| Motorkenndaten                              |                               |
| Motortyp                                    | V8-Ottomotor                  |
| Hubraum                                     | 4163 cm³                      |
| max. Leistung bei min−1                     | 463 kW (630 PS) / 7900        |
| max. Drehmoment bei min−1                   | 580 Nm / 2900                 |
| Kraftübertragung                            |                               |
| Antrieb                                     | Hinterradantrieb              |
| Getriebe, serienmäßig                       | sequentielles 6-Gang-Getriebe |
| Messwerte                                   |                               |
| Höchstgeschwindigkeit                       | 351 km/h                      |
| Beschleunigung, 0–100 km/h                  | 2,9 s                         |
| Beschleunigung, 0–200 km/h                  | 7,4 s                         |
| Beschleunigung, 0–300 km/h                  | 17,4 s                        |
| Kraftstoffverbrauch auf 100 km (kombiniert) | 14,9 l Super                  |
| Tankinhalt                                  | 45 l                          |